# Liebesvögel
Liebesvögel, auch bekannt unter dem Titel Komm, süßer Tod, ist ein deutsch-italienisches Erotikmelodram aus dem Jahre 1969 mit O. W. Fischer in seiner letzten Kinofilmrolle.

## Handlung
Zwei befreundete Paare flüchten während eines Wochenendtrips bei einem schweren Unwetter in ein abgelegenes Herrenhaus. Dort gewährt ihnen ein mysteriös auftretender Graf Unterschlupf. Der alternde, gedankenschwere Adelige residiert dort mit seiner sehr viel jüngeren Schwester, die zu ihm ein ambivalentes Verhältnis pflegt. Bald geraten die Besucher komplett in den Bann des gräflichen Geschwisterpaars und in deren Psycho- wie Sexspielchen. Hemmungen fallen, auch lesbische Experimente werden gewagt.
Im Rahmen der erotischen Erfahrungen werden die Gäste mit den Abgründen ihrer eigenen, bisweilen verdrängten sexuellen Begierden konfrontiert. Immer stärker lassen sich drei der vier Schlossgäste von den Besitzern des Kastells vereinnahmen; sie mutieren zu willfährigen Liebessklaven. Nur eine wehrt sich heftig dagegen. Schließlich wird aus dem freizügigen Spiel der Sinne blutiger Ernst, und der weibliche Gast, der sich dem Liebesreigen zu widersetzen versucht, wird tot aufgefunden.

## Synchronisation
| Rolle  | Darsteller         | Synchronsprecher |
| ------ | ------------------ | ---------------- |
| Marina | Claudine Auger     | Brigitte Grothum |
| Nino   | Tony Kendall       | Peer Schmidt     |
| Gräfin | Christine Kaufmann | selbst           |
| Graf   | O. W. Fischer      | selbst           |
| Guido  | Giancarlo Sbragia  | Jürgen Thormann  |
| Conny  | Lidia Alfonsi      | Gisela Trowe     |
| Diener | Wolf Fischer       | Arne Elsholtz    |

## Produktionsnotizen
Liebesvögel wurde vom 14. April bis zum 10. Juni 1969 in der Umgebung von Rom (Außenaufnahmen) sowie in der CCC-Studios von Berlin-Spandau  gedreht. Der Film passierte die FSK-Prüfung am 24. Oktober 1969. Die deutsche Erstaufführung war am 7. November 1969, in mitproduzierenden Italien lief der Streifen erst im darauf folgenden Jahr an.
Wie für O. W. Fischer, der hier bereits zum dritten Mal kurz hintereinander (nach Der Marquis – der Mann, der sich verkaufen wollte und Geh ins Bett, nicht in den Krieg) einen Exzentriker spielen sollte, war auch für den erfahrenen deutschen Filmarchitekten Heinrich Weidemann dies die letzte Kinoarbeit. Danach zog sich der 70-Jährige ins Privatleben zurück.
Ein alternativer italienischer Titel ist Una strana vogio d'amare.

## Kritiken
„Symbolüberfrachteter Film mit gespreizten Aussagen über das Wesen der Sexualität.“

„Was der Verleih als ‚Porno-Psycho-Sex-Thriller‘ anpreist, erweist sich rasch als langweilendes, gespreiztes, maniriertes Kunstgewerbe ohne jeden Tiefgang. Selbst das Wiedersehen mit Christine Kaufmann und O. W. Fischer stellt sich unter diesen Umständen beizeiten als überflüssig heraus.“